# Bucoli
Bucoli (Bucóli, Bukoli) ist ein osttimoresischer Suco im Verwaltungsamt Baucau (Gemeinde Baucau).

## Geographie
Bucoli liegt im Nordwesten des Verwaltungsamts Baucau an der Küste der Straße von Wetar. Im Osten und Süden grenzt Bucoli an den Suco Triloca. Westlich befindet sich das Verwaltungsamt Vemasse mit seinen Sucos Vemasse und Ostico. Vor der Gebietsreform 2015 hatte Bucoli eine Fläche von 27,68 km². Nun sind es 25,28 km². Ein kleiner Landstreifen an der Südgrenze wurde zum Suco Triloca geschlagen. Bucoli teilt sich in die sechs Aldeias Aubaca, Lequi Loi Uato (Lecy-Lhoeuato, Lequliwatu, Lequiloualo), Luliheni, Macadai de Baixo, Macadai de Cima und Uaisemo. Laut Karten befinden sich die Orte Lequiloi Uato und Macadai de Cima (Ober-Macadai) allerdings im Nachbarsuco Triloca.
Durch das Zentrum Bucolis führt die Überlandstraße von Dili nach Baucau, eine der wichtigsten Verkehrsverbindungen des Landes. An ihr befinden sich die meisten Siedlungen des Sucos. Dies sind von West nach Ost Daisimo, Macadai de Baixo (Macadai Bawah, Unter-Macadai), Bucoli, Luliheni (Lulihene) und Aubaca. Nördlich der Straße befinden sich Uaisemo (Uaisemu, Uaisimo) und Mancadai Atas. An der Küste liegen die Dörfer Uaicuha und Habolale.
Bucoli liegt westlich der Stadt Baucau auf einer Meereshöhe von 438 m. Die Landeshauptstadt Dili ist etwa 89 km Richtung Westen entfernt. Im Ort befindet sich die Grundschule Escola Primaria Katolika Bucoli. Die Kirche ist der Unbefleckten Empfängnis Marias geweiht. Außerdem gibt es hier eine medizinische Station.

In Bucoli
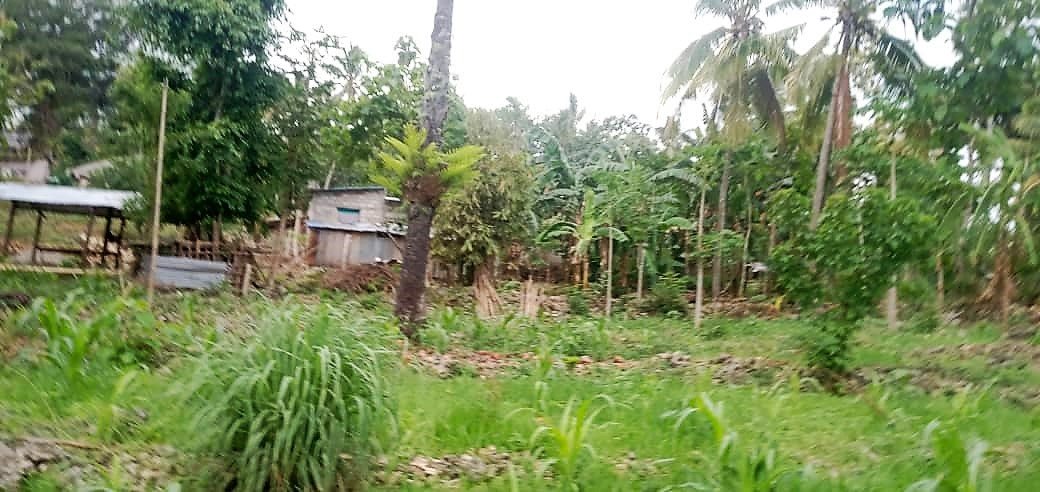
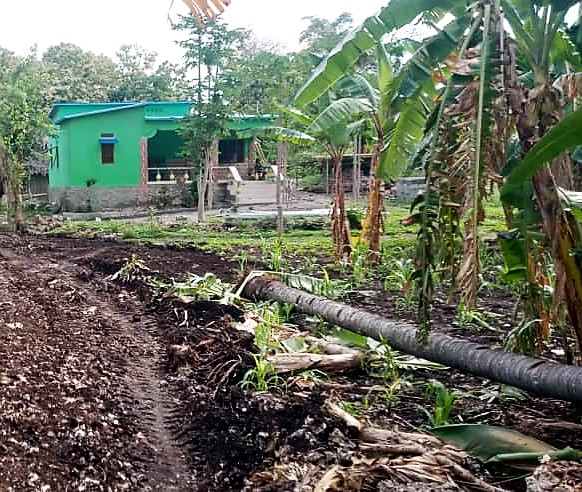

## Einwohner
Der Suco hat 2.695 Einwohner (2022), davon sind 1.312 Männer und 1.383 Frauen. Im Suco gibt es 448 Haushalte. Sie sprechen als Muttersprache zu etwa 85 % den „Küstendialekt“ des Waimaha, das zu den Kawaimina-Sprachen gehört. Etwa 15 % sprechen Tetum Prasa.

## Geschichte

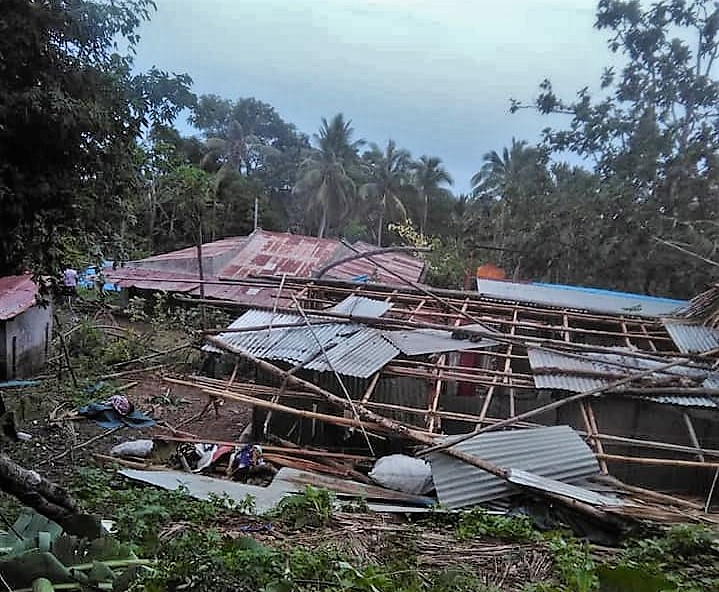
Zerstörungen durch einen Sturm (2021)

Nach der Invasion Osttimors durch die Indonesier 1975 flohen Einwohner von Bucoli zum Berg Lame, wo sie auf Flüchtlinge aus Vemasse und Karabela trafen. In der Mitte vom März 1976 griffen die Indonesier das Flüchtlingslager mit Panzerfäusten und Mörsern an und zerstörten sowohl die Hütten, als auch das Nahrungsmittellager. Die Einwohner flohen entlang des Rio Vemasse acht Kilometer weiter nach Süden, nach Uaigae, wo sie wieder Gärten zur Selbstversorgung anlegten. Doch als die Kämpfe näher kamen, mussten sie erneut fliehen, bis sie schließlich in Uai-Mori (heute Suco Bibileo), 20 km südlich von Vemasse, im Schutz der FRETILIN, erneut Zuflucht fanden. Hier entstand eine base de apoio, eine Widerstandsbasis. Zusammen mit Flüchtlingen aus Dili, Viqueque und anderen Landesteilen lebten sie zwei Jahre hier. Mit der Zeit kam es immer mehr zur Nahrungsmittelknappheit, da immer mehr Menschen eintrafen. 1978 wurde auch Uai-Mori von indonesischen Streitkräften angegriffen. Die meisten Einwohner flohen, einige wurden von den Indonesiern gefangen genommen und in das Sammellager von Bucoli gebracht.
Am 8. Oktober 2005 wurde das neu gegründete Hauptquartier der Partei UNDERTIM in Bucoli verwüstet. Generalsekretär Cristiano do Costa beschuldigte Mitglieder der FRETILIN der Tat. Außerdem hätten sie versucht, am 10. Oktober den Flaggenmast zu stehlen, was die Polizei verhindern konnte. Am nächsten Tag gelang es ihnen die Parteiflagge und die Nationalflagge zu stehlen. Der Ortschef, Carlos Baptista von der FRETILIN, erklärte, es sei für eine andere Partei natürlich nicht verboten ihre Flagge zu setzen, aber die FRETILIN sei die dominierende Partei am Ort und die gewählten Vertreter müssten respektiert werden. Außerdem hätte die UNDERTIM nicht erklärt, weswegen sie in den Ort gekommen sei. Die Flagge sei bis zu einem Gespräch zwischen den beiden Parteien im Rathaus von Bucoli verwahrt.
Im Dezember 2021 zerstörte ein Sturm 104 Gebäude, darunter eine Grundschule.

## Politik
Bei den Wahlen von 2004/2005 wurde Terezinha de Jesus dos Reis zum Chefe de Suco gewählt und 2009, 2016 und 2023 in ihrem Amt bestätigt. Sie ist die Schwester von Vicente dos Reis.
2023 wurden zum Chefe de Aldeias gewählt: Virgílio da Silva e Costa (Aubaca), Felix da Costa (Lequi Loi Uato), Jaime da Silva (Luliheni), Nazario da Silva (Macadai de Baixo), Agostiho Matos da Silva (Macadai de Cima) und José da Costa (Uaisemo).

## Persönlichkeiten
- Vicente dos Reis (auch Vicente Sa'he Reis, † Ende Januar 1979), Sohn des hiesigen Liurai und früheres Mitglied des FRETILIN-Zentralkomitees. 1977 wurde Vicente Nationaler Politkommissar. Im Krieg gegen die Indonesier kämpfte Sa'he im Untergrund und kam dabei 1979 in Manufahi ums Leben. Am 27. Oktober 2007 wurden seine sterblichen Überreste nach Bucoli überführt und beigesetzt.